# Mokri Lug (Czarnogóra)
Mokri Lug (cyr. Мокри Луг) – wieś w Czarnogórze, w gminie Bijelo Polje. W 2011 roku liczyła 34 mieszkańców.